# Forme différentielle exacte
En analyse, une forme différentielle est dite exacte (ou totale) s'il existe une forme différentielle dont elle est la dérivée extérieure, c'est-à-dire s'il est possible de l'intégrer. En résumé, une forme différentielle ω est exacte s'il existe une forme Q telle que
{\displaystyle \int _{a}^{b}\omega =Q(b)-Q(a)}, indépendamment du chemin d'intégration de a à b.
D'après le théorème de Schwarz, toute forme exacte de classe C1 est fermée. Le  lemme de Poincaré fournit une réciproque partielle.

## Cas des 1-formes
Une 1-forme ω définie sur un ouvert U est exacte s'il existe une fonction F différentiable sur U telle que ω = dF autrement dit : si le champ de vecteurs par lequel ω est le produit scalaire est un champ de gradient.
En thermodynamique, quand une 1-forme différentielle ω est exacte, donc de la forme dF, la fonction F est une fonction d'état du système. Les fonctions thermodynamiques énergie interne U, entropie S, enthalpie H, énergie libre F ou A et enthalpie libre G sont des fonctions d'état. Généralement ni le travail W, ni la chaleur Q ne sont des fonctions d'état.
D'après le lemme de Poincaré, sur un ouvert simplement connexe, une 1-forme différentielle de classe C1 est exacte si (et seulement si) elle est fermée.